# Miltiade l'Ancien
Pour les articles homonymes, voir Miltiade.
Sauf précision contraire, les dates de cet article sont sous-entendues « avant l'ère commune » (AEC), c'est-à-dire « avant Jésus-Christ ».
Miltiade, en grec ancien Μιλτιάδης (VIe siècle av. J.-C.) est un tyran de Chersonèse de Thrace, qu’il a fondé pour Athènes ; athlète, il fut trois fois vainqueur aux Jeux olympiques.

## Biographie
Politicien membre du parti aristocratique des Pédiens en 560, hostile à la tyrannie de Pisistrate, il s’exile volontairement à son avènement. Également poussé par le fils de son adversaire Hippias, il reçoit la charge d’administrateur de Chersonèse de Thrace - avec ses amis.
Il y exerce la tyrannie jusqu’en 524 av. J.-C., et meurt assassiné par les Pisistratides, inquiets de sa notoriété, après près de trente années de règne, vers 524.

## Famille
Fils de Cypsélos et oncle de Miltiade le Jeune, il appartenait à la famille des Philaïdes. À sa mort, son neveu Stésagoras, frère de Miltiade le Jeune, lui succède.